# Saša Gajser
Saša Gajser, slovenski nogometaš, * 11. februar 1974, Maribor.
Bil je član slovenske zlate nogometne generacije in za slovensko reprezentanco igral na evropskem prvenstvu v nogometu 2000 ter svetovnem prvenstvu v nogometu 2002. Igral je na položaju vezista. Za slovensko nogometno reprezentanco je med letoma 1999 in 2003 zbral 27 nastopov in 1 zadetek. Debitiral je na tekmi 6. februarja 1999 s Švico, kjer je Švica zmagala (2:0). Edini zadetek je dosegel 8. februarja 1999 na tekmi z Omanom, kjer je Slovenija zmagala (0:7). V svoji karieri je igral za klube Aluminij, Maribor, Drava, Beltinci, Rudar Velenje in Gent.

## Klubska kariera
Gajser je profesionalno kariero začel pri Mariboru leta 1992. Tam je ostal tri sezone in zbral 22 nastopov v vseh tekmovanjih. Kasneje je nastopil še pri drugoligaših Dravi Ptuj in Ljubljani. Po sezoni v Beltincih je podpisal za Rudar Velenje. Tam je ostal dve sezoni, nastopil je na 64 ligaških tekmah in dosegel 6 golov [3], preden je odšel v KAA Gent. Po treh sezonah v Belgiji se je preselil v Olympiakos Nicosia.

## Statistika kariere

### Reprezentanca
V zadetkih in rezultatih je najprej naveden seštevek golov Slovenije, v stolpcu rezultat je rezultat po vsakem zadetku Gajserja.
| Št. | Datum           | Prizorišče                                 | Nasprotnik | Zadetek | Rezultat | Tekmovanje   |
| --- | --------------- | ------------------------------------------ | ---------- | ------- | -------- | ------------ |
| 1.  | 8. februar 1999 | Športni center Sultan Qaboos, Maskat, Oman | Oman       | 2-0     | 7-0      | Prijateljska |

## Dosežki
Maribor
- Slovenski pokal: 1991–92, 1993–94

Rudar Velenje
- Slovenski pokal: 1997-98